# Christopher Judge

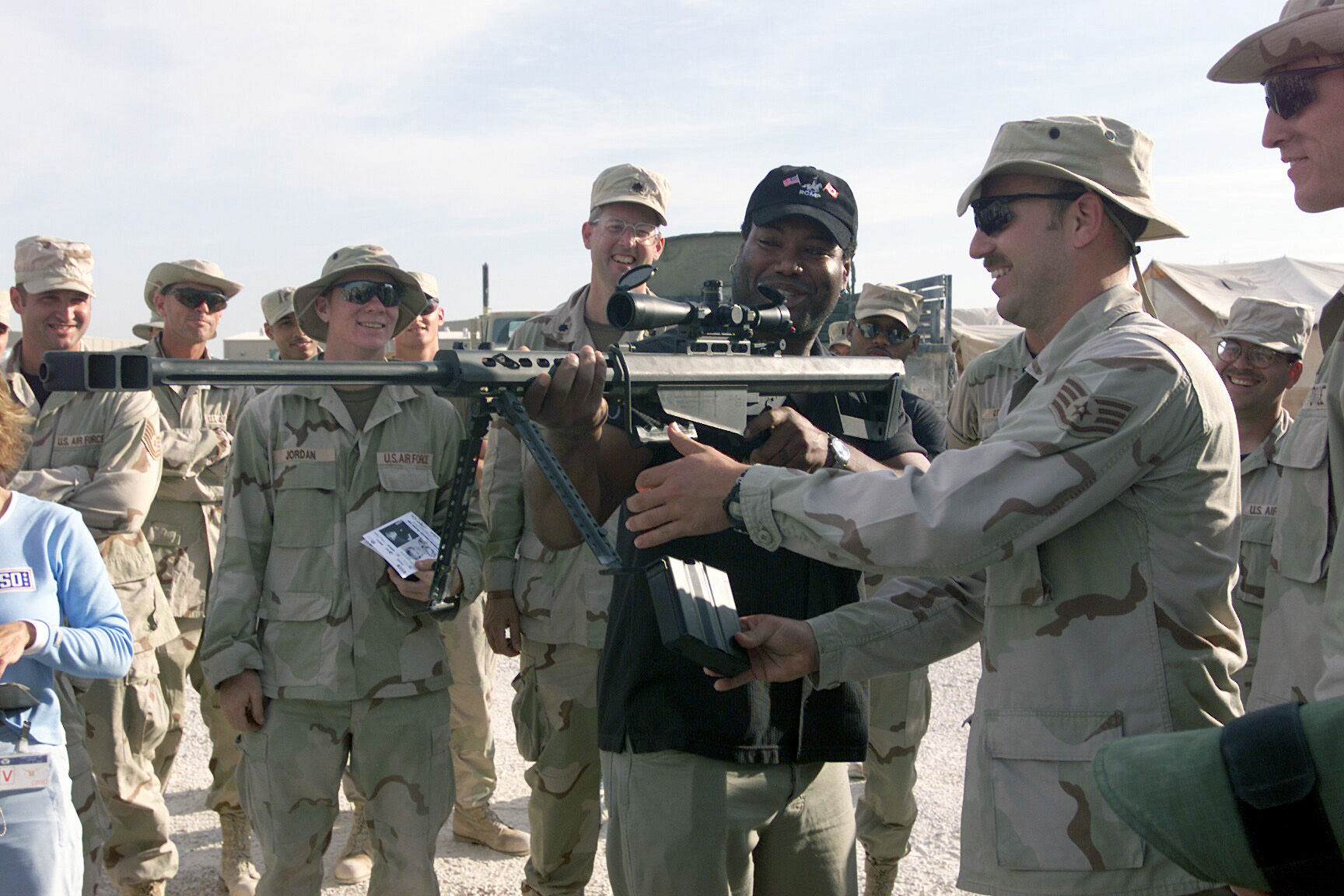
Christopher Judge (gorra y camisa negra) sujetando un rifle durante una visita de apoyo a las tropas estadounidenses en 2006 durante la operación Libertad Duradera.

Christopher Judge (Los Ángeles, California; 13 de octubre de 1967) es un actor estadounidense de ascendientes africanos y cherokees.
Estudió en la Universidad de Oregón con una beca deportiva en fútbol americano, licenciándose en Estudios de telecomunicaciones y cine. Además cursó estudios de interpretación en el Howard Fine Studio en Los Ángeles, California.
El actor es conocido por su papel de Teal'c en la serie de TV Stargate SG-1. También es reconocido por haber puesto voz a diferentes videojuegos y series de animación, como la voz de Magneto en X-Men: Evolution, el videojuego cancelado Stargate SG-1: The Alliance y Kratos en God of War (videojuego de 2018) y God of War: Ragnarök, con el que fue reconocido con el premio a la mejor interpretación en The Game Awards 2022. También se ha dedicado al trabajo de guionista, escribiendo varios episodios para Stargate SG-1, la mayoría de los cuales relacionados con su papel en la serie.
Es el último de los componentes originales de Stargate SG-1 en aparecer en su serie "hermana", Stargate Atlantis.
Su mejor amigo es su compañero de reparto en Stargate SG-1, Michael Shanks, que interpreta el personaje de Daniel Jackson.
Estuvo casado con Margaret Judge con la que tuvo tres hijos: Cameron Justin, Christopher Jordan y Catrina Christine. Actualmente comparte su vida con Gianna Patton, modelo y actriz canadiense, con la que tuvo una hija el 7 de febrero de 2005, llamada Chloe. Tiene un hermano llamado Jeff.
A veces aparece en los créditos como Chris Judge, D. Christopher Judge, Douglas Judge o Doug Judge.
En 2018 realizó el doblaje y las capturas de movimiento de Kratos en el videojuego God of War, repitió el rol en el juego God of War: Ragnarok y su DLC en 2022.

## Filmografía
- LA Apocalypse (2014) como teniente Grisham.
- The Dark Knight Rises (2012), pequeño cameo.
- Personal Effects (2005) como Nate Wall.
- From Stargate to Atlantis: Sci Fi Lowdown (2004) como Él mismo/Teal'c.
- Stargate: The Lowdown (2003) como Él mismo/Teal'c.
- Andrómeda (2003) como Achilles.
- Snow Dogs (2002) como Dr. Brooks.
- Andromeda (2002) como Achilles Avatar.
- He-Man and the Masters of the Universe (2002) como Zodak.
- Just Cause (2002) como Reverendo Lester Stokes.
- Romantic Comedy 101 (2001) como Nigel.
- Freedom (2001) como Doctor Roeg.
- First Wave (2001) como Xevallah.
- Out of Line (2001) como Alfonso James.
- Action Man (2000) como Simon Grey (voz).
- X-Men: Evolution (2000) como Magneto/Magnus (voz).
- Stargate SG-1 (1997 - 2007) como Teal'c.
- The Fresh Prince of Bel-Air (1995) como trabajador.
- Sirens (1994-1995) como Richie Stiles.
- House Party 2 (1991) como Miles.
- Cadence (1990) como hombre en el bar.
- Bird on a Wire (1990) como Policía en la cafetería.
- MacGyver (1990) como Deron (en el episodio "Live and Learn").

## Videojuegos
- Turok (2008) como Jericho.
- Stargate SG-1: The Alliance (2005) como Teal'c.
- Def Jam: Fight for NY (2004) como D-Mob.
- Def Jam Vendetta (2003) como D-Mob.
- God of War (2018) como Kratos.
- Marvel’s Avengers (2021) como Black Panther.
- God of War: Ragnarök (2022) como Kratos.